# 天劍絕刀 (電視劇)
《天劍絕刀》（英語：Paragon of Sword & Knife）是香港亞洲電視在1989年製作並首播的古裝武俠劇集，是首播當年亞視推出的武俠新紀元系列的其中一部，由臥龍生同名小說改編，由彭文堅、周秀蘭、斑斑、區艷蓮、楊嘉諾、苗金鳳等主演。

## 內容簡介
左少白為武林著名人物左鑒白之子，因父親、母親皆在與武林正派人士的一戰中喪生，為保性命闖過了被毒霧包圍的吊橋。少白在橋的另一端偶遇了兩位失蹤已久的武林高人——姬侗和向傲，兩位高人先後傳授少白天劍和絕刀。少白學成絕世武功後，決定重出江湖為父報仇。此時江湖上有一暗殺組織「仇恨門」，其首領正是左少白未亡的姊姊左文娟。少白和姊姊相認，又得張玉瑤、范氏姊妹、黃榮、高光等人的相助，便向正派人士發起挑戰。然而，江湖的一切風波實為一名自稱圣君的男子所引起。數年前，圣君追求少白之母不成，於是陷害左鑒白，致使左家遭遇滅門之災。圣君為獨霸武林，欺騙了姬侗和向傲，習得兩人的絕學。少白為追圣君，被吊橋周圍的毒霧所傷。少白暗戀已久的范雪君本欲犧牲自己，換取少白性命。未料，一向心繫少白的張玉瑤搶先作出自我犧牲，幫助少白解下身上的毒。少白在與聖君決戰時才得知真相，但玉瑤此時中毒已深，在少白的懷抱中死去。痛失戀人的少白終於領悟了天劍和絕刀合一的秘訣，擊斃了聖君，為武林除去大害。

## 演員表
- 彭文堅 飾 左少白
- 周秀蘭 飾 張玉瑤
- 金　童 飾 左鑑白
- 苗金鳳 飾 金幗麗/金幗英
- 斑　斑 飾 左文娟
- 歐艷蓮 飾 范雪君
- 葉　霖 飾 范雪儀
- 楊嘉諾 飾 聖　君
- 譚德成 飾 黃　榮
- 陳　亮 飾 高　光
- 司馬華龍 飾 張青峰
- 陳植槐 飾 姬　侗
- 敖　龍 飾 向　敖
- 蔡國慶 飾 一癡大師
- 佘文炳 飾 四戒大師
- 范永華 飾 法正大師
- 方　傑 飾 閒雲大師
- 關子標 飾 悟因子
- 江　威 飾 時尚興
- 洪志成 飾 莊　主
- 王沛良 飾 劍　童
- 榮　飆 飾 少林弟子
- 華忠男 飾

## 電視節目的變遷
| 亞洲電視本港台 星期二至五 20:30-21:00 劇集時段 | 亞洲電視本港台 星期二至五 20:30-21:00 劇集時段 | 亞洲電視本港台 星期二至五 20:30-21:00 劇集時段 |
| ---------------------------------------------- | ---------------------------------------------- | ---------------------------------------------- |
|                                                | （1989年10月10日 - 1989年10月20日）            |                                                |
| 白骨陰陽劍 （1989年9月26日 - 1989年10月6日）   | 仙鶴神針 （1989年10月24日 - 1989年11月3日）    |                                                |